# Al-Mundir III. ibn al-Harit
Al-Mundir ibn al-Harit (arabsko المنذر بن الحارث), v bizantinskih virih znan kot Flavios Alamoundaros (grško Φλάβιος Ἀλαμούνδαρος), je bil od leta 569 do okoli 581 kralj arabskih Gasanidov, * ni znano, † po 602. 
Bil je sin Džabale IV. ibn al-Harita. Ko je nasledil  svojega očeta na položaju kralja, je hkrati kot patricij postal tudi vodja vseh arabskih zaveznikov Bizantinskega cesarstva. Zaradi njegovega trdnega monofizitizma so bili njegovi odnosi z Bizancem mlačni kljub njegovim zmagam nad rivalskimi Lahmidi, zavezniki perzijskega Sasanidskega cesarstva. Leta 572 je Mundir odkril bizantinske načrte za atentat nanj in zavezništvo z Bizantinci je razpadlo. Obnovljeno je bilo leta 575. Mundir je takrat dosegel, da je cesar priznal njegov status in obljubil strpnosti do monofizitske cerkve. 
Leta 580 ali 581 je skupaj z bizantinskim generalom in bodočim cesarjem Mavricijem izvedel neuspešen pohod proti perzijski prestolnici Ktezifon. Neuspeh kampanje je povzročil spor med njima in Mavricij je Mundirja obtožil izdaje. Bizantinski agenti so Mundirja ujeli in ga odpeljali v Konstantinopel, vendar mu niso nikoli sodili. Njegova aretacija je sprožila vstajo med Gasanidi, ki jo je vodil Mundirjev sin al-Numan VI. Ibn al-Mundir. Ko se je Mavricij leta 582 povzpel na prestol, je bil Mundir izgnan na Sicilijo. Eden od virov omenja, da je po Mavricijevem strmoglavljenju leta 602 dobil dovoljenje za vrnitev v domovino. 
Mundir je bil zadnji pomemben gasanidski vladar, ker so Bizantinci leta 584 razbili Gasanidsko federacijo. Njegove vojaške in vladarske  sposobnosti so med njegovo vladavino okrepile monofizitizem in kulturni razcvet med Arabci. 

## Biografija

### Nasledstvo in zgodnja kariera
Mundir je bil sin al-Harita ibn Džabala, vladarja Gasanidov in vrhovnega filarha arabskih federatov na vzhodni meji Bizantinskega cesarstva. Gasanidi, naseljeni na južnem boku bizantinske vzhodne meje, so se soočali z Lahmidi, še enim močnim arabskim plemenom, ki je bilo zaveznik perzijskega Sasanidskega cesarstva, glavnega nasprotnika Bizanca. Bizantinski cesar Justinijan I. (vladal 527–565) je Harita povzdignil v kralja in vrhovnega filarha, s čimer je želel ustvariti močnega nasprotnika lakmidskih vladarjev. Mundir je bil že leta 563 med očetovim obiskom v Konstantinoplu potrjen za očetovega dediča. Prestol je nasledil po očetovi smrti leta 569. Vse kaže, da je podedoval tudi vse očetove bizantinske naslove, čeprav niso bili dedni: položaj patricija, častni naziv paneufemos (najčastnejši) in častni naziv gentilicij "Flavij", ki so ga nosili samo bizantinski cesarji in konzuli..</ref>
Kmalu po Haritovi smrti je ozemlje Gasanidov napadel Kab ibn al-Mundir, novi lahmidski vladar, ki je skušal izkoristiti zatišje ob prenosu oblasti. Gasanidi so Kabov napad odbili, vdrli na lahmidsko ozemlje in zasegli veliko plena. Na povratku so jih ponovno napadli Lahmidi in bili hudo poraženi. Po teh uspehih je Mundir pisal bizantinskemu cesarju Justinu II. (vladal 565–578) in ga prosil za zlato za svoje može. Njegova zahteva naj bi Justina razjezila in cesar je svojemu lokalnemu poveljniku poslal navodila, naj Mundirja zvabi v past in ga ubije. Cesarjevo pismo je prišlo v Mundirjeve roke in Mundir je prekinil svoje odnose s cesarstvom in zavrnil vključitev svojih sil v bizantinsko vojno s Perzijo, ki se je začela leta 572.

### Vrnitev v bizantinsko zavezništvo
Bizantinci so se pri obrambi pristopov v Sirijo zanašali na Gasanide, zato je Mundirjev umik pustil vrzel na bizantinskem južnem boku, ki je trajala tri leta do leta 575, ko je Mundir s posredovanjem generala Justinijana obnovil zvestobo Bizancu. Mundir je takoj po spravi na skrivaj zbral vojsko in napadel Hiro, glavno mesto Lahmidov, verjetno največje, najbogatejše in kulturno najbolj živahno mesto v tistem času. Mesto je oplenil in požgal, razen cerkva. Po Ivanu iz Efeza je velik del plena s tega pohoda poklonil samostanom in revnim. Mundir je še isto leto obiskal Konstantinopel, kjer mu je bila podeljena krona ali diadem (stema), ki je označil formalno obnovitev njegove vloge glavnega arabskega zavezniškega kralja.
Vojna s Perzijo je bila prekinjena s triletnim premirjem, sklenjenim leta 575. Leta 578 so se sovražnosti obnovile, vendar viri v prvih dveh letih vojne Gasanidov ne omenjajo.  Leta 580 je cesar Tiberij II. (vladal 578–582) Mundirja povabil nas obisk v prestolnico. V mesto je prispel 8. februarja v spremstvu dveh svojih sinov in bil razkošno sprejet. Med prejetimi darili je bila tudi kraljeva krona namesto preprostejšega venca ali diadema, ki ga je prejel prej.
Med bivanjem v Konstantinoplu je  dobil cesarjevo dovoljenje za organizacijo monofizitskega cerkvenega zbora, ki se je sestal 2. marca 580. Temu zboru je uspelo, čeprav za kratek čas, spraviti različne frakcije in ločine monofizitov, za kar si je Mundir dolgo prizadeval. Preden je zapustil cesarsko prestolnico, je od cesarja dobil tudi obljubo, da bo prenehalo preganjanje monofizitov. Ko se je vrnil domov, je ugotovil, da so Lahmidi in Perzijci izkoristili njegovo odsotnost in se pripravljajo za napad na njegovo ozemlje. Mundir je takoj zbral svoje sile in napadel nasprotnika, ga premagal in se vrnil domov z bogatim plenom.
Poleti 580 ali 581 je Mundir odšel v Circezij ob Evfratu, kjer se je pridružil bizantinskim silam pod Mavricijem, novim magistrom militum per Orientem, za pohod globoko na perzijsko ozemlje. Združene sile so se pomikale proti jugu vzdolž Evfrata v spremstvu flote ladij. Zavezniška vojska je osvojila trdnjavo Anata in prodirala naprej v osrednjo Mezopotamijo skoraj do perzijske prestolnice Ktezifon. Most čez Evfrat so pred njihovim prihodom uničili Perzijci. Ker prehod čez reko ni bil mogoč, se je bizantinska vojska umaknila. Umik je bil morda tudi posledica perzijskega napada na Osroeno in izropanje njenega glavnega mesta Edese. Umik je bil za izčrpano vojsko naporen, Mavricij in Mundir pa sta drug drugega obtoževala za neuspeh odprave. Poveljnika sta kljub temu sodelovala pri tem, da sta Adarmahana prisilila k umiku in ga pri Kaliniku porazila. Mundir je ob vrnitvi domov  izvedel, da združene perzijsko-lakhmidske sile pripravljajo nov napad na njegovo kraljestvo. Zbral je vojsko in krenil proti napadalcem in jih prepričljivo premagal in zavzel njihov tabor. To naj bi bila njegova zadnja zmaga.

### Aretacija in izgnanstvo
Mundirja je kljub uspehom med prejšnjo kampanjo Mavricij obtožil izdaje. Trdil je,  da je razkril bizantinski načrt Perzijcem, ki so nato uničili most čez Evfrat. Kronist Ivan Efeški je to trditev izrecno označil za laž, saj so bili perzijskim poveljnikom bizantinski nameni povsem jasni. Oba, Mavricij in Mundir, sta napisala vsak svoje pismo cesarju Tiberiju, ki ju je skušal pomiriti. Nazadnje je Mavricij sam obiskal Konstantinopel, kjer mu je uspelo prepričati Tiberija o Mundirjevi krivdi. Skoraj vsi sodobni zgodovinarji so zavračali obtožbo o izdaji. Obtožba je bila najverjetneje povezana z Mavricijevim zavidanjem vojaško uspešnemu arabskemu vladarju. Vse to je še poslabšalo ustaljeno nezaupanje Bizantincev do "barbarov" in domnevno prirojeno izdajalskih Arabcev. Motila jih je tudi Mundirjeva neomajna monofizitska vera.
Tiberij je ukazal Mundirjevo aretacijo in gasanidskemu kralju so pripravili past in ga poklicali v Konstantinopel na zagovor. Mundir je za svojega zagovornika izbral  svojega prijatelja, kustosa Magna. Magn je bil verjetno Bizantinec iz Evarije, ki je tam zgradil cerkev in pozval Mundirja, naj se njemu in antiohijskemu patriarhu Gregorju pridruži na slovesnosti posvetitve. Mundirja so ob prihodu aretirali in odpeljali v Konstantinopel. Na poti so se mu pridružili žena in njuni trije otroci. V prestolnici je Tiberij z njim dobro ravnal, mu je omogočil udobno bivanje in subvencijo, zavrnil pa mu je avdienco. Irfan Shahîd meni, da cesarjevo obnašanje kaže, da tudi on ni verjel obtožbam in je aretacijo ukazal samo zato, da bi pomiril močno protimonofizitsko frakcijo v cesarski prestolnici.
Mundirjeva aretacija je sprožila upor, ki so ga vodili njegovi štirje sinovi, predvsem najstarejši Numan, mož, ki ga je Ivan Efeški opisal kot še bolj sposobnega in bojevitega od njegovega očeta. Gasanidska vojska iz svojih oporišč v puščavi dve leti napadala bizantinske province in v bitki pri Bostri  celo premagala in ubila bizantinskega guvernerja Arabije. Tiberij se je odzval tako, da je za gasanidskega kralja imenoval Mundirjevega brata, po prepričanju kalcedonca, katerega ime ni znano. Na vzhod je proti Mundirju krenila velika bizantinska vojska na čelu z Magnom in Mundirjevim stricem. Novi gasanidski kralj je po dvanajstih dneh pohoda umrl. Magn je imel nekaj uspeha pri podrejanju ali spodkopavanju zvestobe nekaterih manjših arabskih plemen, ki so bila na strani Gasanidov, in umrl malo pred cesarjem Tiberijem  avgusta 582. Po Mavricijevem prihodu na prestol je  Numan odpotoval v Konstantinopel, da bi dosegel spravo z Bizancem. Namesto tega so tudi njega aretirali, mu sodili in ga obsodili na smrt, a so kazen hitro spremenili v hišni zapor.
Mundir je ostal v Konstantinoplu do Tiberijeve smrti in Mavricijevega prihoda na prestol, potem pa je bil izgnan na Sicilijo. Sirska kronika iz 13. stoletja poroča, da je po Mavricijevem strmoglavljenju in umoru leta 602 Mundir dobil dovoljenje za vrnitev domov.

## Zapuščina
Mundir je v mnogo pogledih nadaljeval politiko svojega očeta. Bil je vojaško uspešen zaveznik Bizantincev, zlasti proti svojim sonarodnjakom Lahmidom, in  varoval južno krilo bizantinske vzhodne meje in cesarske trgovske interese v ožji Arabiji. Bizancu je ostal zvest kljub svoji goreči predanosti monofizitizmu. Ravno slednje je na koncu pripeljalo do njegovega padca in izgnanstva. V pretežno prokalcedonskem ozračju Tiberijeve in Mavricijeve vladavine Mundir za razliko od svojega očeta Harita, ki ga je ščitila monofizitom naklonjena cesarica Teodora, ni mogel računati na nobenega vplivnega podpornika v  Konstantinoplu. Mundirjevi aretaciji je po letu 584 sledil razpad gasanidske federacije na več manjših kneževin. Razpad je bil pomemben dogodek v zgodovini bizantinsko-arabskih odnosov: uničil je bizantinski ščit pred vdori iz Arabske puščave. Napako so Bizantinci drago plačali z začetkom muslimanskih osvajanj. Nekaj let pozneje je sledilo uničenje Perzijcem naklonjenega Lahmidskega kraljestva, kar je ustvarilo praznino moči v severni Arabiji, ki jo je malo kasneje zapolnila nastajajoča muslimanska država. Leta 584 so bila muslimanska osvajanja in pred njimi uničujoča tridesetletna vojna s Perzijo še daleč, razpad gasanidske federacije pa je po besedah zgodovinarja Michaela Whitbyja mogoče razumeti preprosto kot uničenje "preveč uspešne kvazivazalne sosede", ki je grozila, da bo postala "premočna za njenega domnevnega pokrovitelja".
Gasanidi so pustili tudi pomembno kulturno dediščino. Njihovo pokroviteljstvo nad monofizitsko sirsko cerkvijo je bilo ključnega pomena za njeno preživetje in oživitev ter celo njeno širjenje z misijonarskimi dejavnostmi na jug v Arabijo. Vladavina Gasanidov je Arabcem na vzhodnem obrobju Sirije prinesla tudi obdobje znatne blaginje, kar dokazujejo širjenje mest in gradnja cerkva, samostanov in drugih javnih zgradb. Ohranjeni opisi gasanidskih dvorov dajejo podobo razkošja in aktivnega kulturnega življenja s pokroviteljstvom umetnosti, glasbe in zlasti poezije v arabskem jeziku. Gasanidski dvori so bili pred vzponov dvorov  islamskih kalifov najpomembnejša središča arabske poezije in bili celo zgled za omajadske kalife in njihove dvore.
Med arhitekturnimi ostanki iz časa Mundirjeve vladavine sta grad Dumajr in tako imenovana ecclesia extra muros, danes identificirana kot Mundirjeva dvorana za avdience ali pretorij v Sergiopolisu. V njej je ohranjen napis v grščini, ki slavi Mundirja. Sergiopolis (sodobna Rusafa) je bil kraj posebnega pomena zaradi priljubljenosti kulta svetega Sergija med Arabci in središče poznejše gradbene dejavnosti Omajadov.